# British Comedy Awards 1990

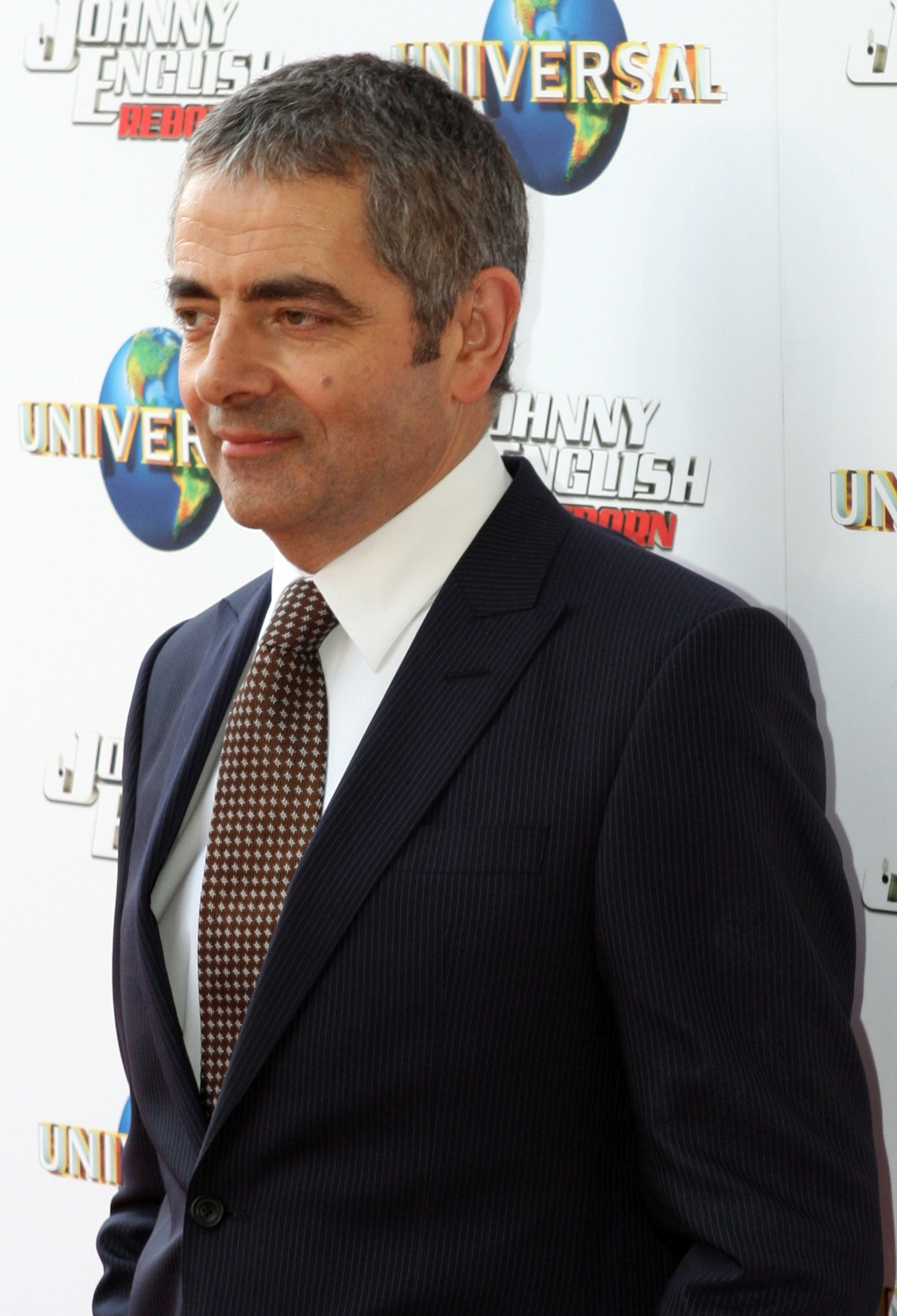
Rowan Atkinson, uznany za najlepszego wykonawcę w programach rozrywkowych

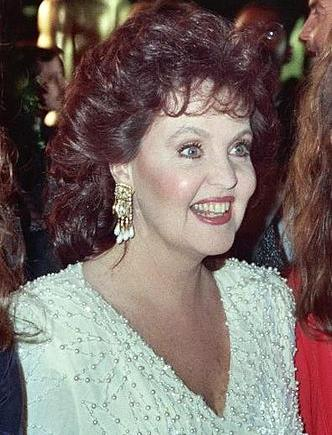
Pauline Collins, nagrodzona jako najlepsza brytyjska aktorka komediowa w filmie

British Comedy Awards 1990 – pierwsza edycja nagród British Comedy Awards, zorganizowana pod koniec 1990 roku.

## Lista laureatów
- najlepszy telewizyjny aktor komediowy: David Jason
- najlepsza telewizyjna aktorka komediowa: Jean Boht
- najlepszy prezenter programów rozrywkowych: Clive James
- najlepszy wykonawca w programach rozrywkowych (entertainment perfomer): Rowan Atkinson
- najlepszy występ rozrywkowy (variety act): Russ Abbott
- najlepszy wykonawca stand-up: Victoria Wood
- najlepszy debiut estradowy: Mike Doyle
- najlepszy brytyjski aktor filmowy: Griff Rhys Jones
- najlepsza brytyjska aktorka filmowa: Pauline Collins
- najlepszy amerykański występ filmowy: Eddie Murphy
- najlepszy debiut w komedii telewizyjnej: Pauline Quirke
- najlepsza nowa komedia telewizyjna: Drop the Dead Donkey
- najlepsza brytyjska komedia telewizyjna: A Bit of a Do
- najlepszy sitcom BBC: Tylko głupcy i konie
- najlepszy sitcom ITV i Channel 4: A Bit of a Do
- najlepszy amerykański sitcom: Zdrówko
- najlepsza komedia filmowa: Shirley Valentine
- najlepsza komedia radiowa: Victor Lewis Smith
- nagroda za całokształt twórczości: Ronnie Barker
- nagroda za całokształt twórczości radiowej: Roy Hudd
- nagroda za całokształt twórczości estradowej: Norman Wisdom
- nagroda za całokształt twórczości filmowej: zespół Całej naprzód
- nagroda Brytyjskiej Gildii Scenarzystów dla najlepszego scenarzysty komediowego: David Nobbs